# Wyścig Chin WTCC 2014 (Pekin)
Wyścig Chin WTCC 2014 w Pekinie – dziewiąta runda World Touring Car Championship w sezonie 2014, a zarazem pierwsza z chińskich rund w tym sezonie. Rozegrała się w dniach 3-5 października 2014 w Pekinie na torze Goldenport Park Circuit.

## Lista startowa
| Nr | Kierowca          | Zespół                               | Samochód                | Opony |
| -- | ----------------- | ------------------------------------ | ----------------------- | ----- |
| 1  | Yvan Muller       | Citroën Total WTCC                   | Citroën C-Elysée WTCC   | Y     |
| 2  | Gabriele Tarquini | Castrol Honda World Touring Car Team | Honda Civic WTCC        | Y     |
| 3  | Tom Chilton       | ROAL Motorsport                      | Chevrolet RML Cruze TC1 | Y     |
| 4  | Tom Coronel       | ROAL Motorsport                      | Chevrolet RML Cruze TC1 | Y     |
| 5  | Norbert Michelisz | Zengő Motorsport                     | Honda Civic WTCC        | Y     |
| 6  | Franz Engstler    | Liqui Moly Team Engstler             | BMW 320 TC              | Y     |
| 7  | Hugo Valente      | Campos Racing                        | Chevrolet RML Cruze TC1 | Y     |
| 9  | Sébastien Loeb    | Citroën Total WTCC                   | Citroën C-Elysée WTCC   | Y     |
| 10 | Gianni Morbidelli | ALL–INKL.COM Münnich Motorsport      | Chevrolet RML Cruze TC1 | Y     |
| 11 | James Thompson    | Lada Sport Lukoil                    | Łada Granta 1.6T        | Y     |
| 12 | Robert Huff       | Lada Sport Lukoil                    | Łada Granta 1.6T        | Y     |
| 14 | Michaił Kozłowski | Lada Sport Lukoil                    | Łada Granta 1.6T        | Y     |
| 18 | Tiago Monteiro    | Castrol Honda World Touring Car Team | Honda Civic WTCC        | Y     |
| 25 | Mehdi Bennani     | Proteam Racing                       | Honda Civic WTCC        | Y     |
| 26 | Filipe de Souza   | Liqui Moly Team Engstler             | BMW 320 TC              | Y     |
| 27 | John Filippi      | Campos Racing                        | SEAT León WTCC          | Y     |
| 33 | Ma Qinghua        | Citroën Total WTCC                   | Citroën C-Elysée WTCC   | Y     |
| 37 | José María López  | Citroën Total WTCC                   | Citroën C-Elysée WTCC   | Y     |
| 77 | René Münnich      | ALL–INKL.COM Münnich Motorsport      | Chevrolet RML Cruze TC1 | Y     |
| 80 | Michael Soong     | Campos Racing                        | SEAT León WTCC          | Y     |
| 98 | Dušan Borković    | NIS Petrol by Campos Racing          | Chevrolet RML Cruze TC1 | Y     |
| Nr | Kierowca          | Zespół                               | Samochód                | Opony |

## Wyniki

### I Sesja treningowa
| Nr | Kierowca       | Konstruktor        | Czas     | Okr. |
| -- | -------------- | ------------------ | -------- | ---- |
| 18 | Tiago Monteiro | Castrol Honda WTCC | 1:06,621 | 14   |

### II Sesja treningowa
| Nr | Kierowca   | Konstruktor        | Czas     | Okr. |
| -- | ---------- | ------------------ | -------- | ---- |
| 33 | Ma Qinghua | Citroën Total WTCC | 1:06,127 | 11   |

### Kwalifikacje
Źródło: fiawtcc.com
| Poz. | Nr | Kierowca          | Konstruktor                 | Q1       | Q2       | Q3       | Poz. s. |
| --- | --- | ----------------- | --------------------------- | -------- | -------- | -------- | ------- |
| 1 | 3 | Tom Chilton       | ROAL Motorsport             | 1:04,887 | 1:04,524 | 1:04,321 | 1       |
| 2 | 2 | Gabriele Tarquini | Castrol Honda WTCC          | 1:05,177 | 1:04,373 | 1:04,353 | 2       |
| 3 | 1 | Yvan Muller       | Citroën Total WTCC          | 1:04,953 | 1:04,356 | 1:04,411 | 3       |
| 4 | 37 | José María López  | Citroën Total WTCC          | 1:05,166 | 1:04,081 | 1:04,776 | 4       |
| 5 | 10 | Gianni Morbidelli | Münnich Motorsport          | 1:05,316 | 1:04,486 | 1:04,840 | 5       |
| 6 | 5 | Norbert Michelisz | Zengő Motorsport            | 1:05,017 | 1:04,788 | –        | 6       |
| 7 | 9 | Sébastien Loeb    | Citroën Total WTCC          | 1:04,972 | 1:04,872 | –        | 7       |
| 8 | 11 | James Thompson    | Lada Sport Lukoil           | 1:05,553 | 1:04,937 | –        | 8       |
| 9 | 4 | Tom Coronel       | ROAL Motorsport             | 1:05,574 | 1:04,937 | –        | 9       |
| 10 | 12 | Robert Huff       | Lada Sport Lukoil           | 1:05,588 | 1:05,019 | –        | 10      |
| 11 | 18 | Tiago Monteiro    | Castrol Honda WTCC          | 1:04,884 | 1:05,152 | –        | 11      |
| 12 | 7 | Hugo Valente      | Campos Racing               | 1:05,440 | 1:05,428 | –        | 12      |
| 13 | 25 | Mehdi Bennani     | Proteam Racing              | 1:05,663 | –        | –        | 13      |
| 14 | 33 | Ma Qinghua        | Citroën Total WTCC          | 1:05,874 | –        | –        | 14      |
| 15 | 14 | Michaił Kozłowski | Lada Sport Lukoil           | 1:06,069 | –        | –        | 15      |
| 16 | 98 | Dušan Borković    | NIS Petrol by Campos Racing | 1:06,147 | –        | –        | 16      |
| 17 | 77 | René Münnich      | Münnich Motorsport          | 1:06,210 | –        | –        | 17      |
| 18 | 6 | Franz Engstler    | Liqui Moly Team Engstler    | 1:08,028 | –        | –        | 18      |
| 19 | 27 | John Filippi      | Campos Racing               | 1:08,693 | –        | –        | 19      |
| 20 | 80 | Michael Soong     | Campos Racing               | 1:11,443 | –        | –        | NW      |
| Nie wystartowali / niedopuszczeni do ponownego startu | |                   |                             |          |          |          |         |
| | 26 | Filipe de Souza   | Liqui Moly Team Engstler    | –        | –        | –        | 20      |
| Poz. | Nr | Kierowca          | Konstruktor                 | Q1       | Q2       | Q3       | Poz. s. |
| \| Legenda \| Legenda \| \| ------------------------ \| ---------------------------------------------------------------------------------------------------------------------------------------------------------------------------------------------------------------------------------------------------------------- \| \| Poz. Nr Q1 Q2 Q3 Poz. s. \| Pozycja zajęta w sesji kwalifikacyjnej Numer startowy kierowcy Wynik uzyskany w pierwszej części kwalifikacji Wynik uzyskany w drugiej części kwalifikacji Wynik uzyskany w trzeciej części kwalifikacji Pozycja startowa po uwzględnięniu kar, przesunięć, itp. \| | |                   |                             |          |          |          |         |
| Legenda | |                   |                             |          |          |          |         |
| Poz. Nr Q1 Q2 Q3 Poz. s. | Pozycja zajęta w sesji kwalifikacyjnej Numer startowy kierowcy Wynik uzyskany w pierwszej części kwalifikacji Wynik uzyskany w drugiej części kwalifikacji Wynik uzyskany w trzeciej części kwalifikacji Pozycja startowa po uwzględnięniu kar, przesunięć, itp. |                   |                             |          |          |          |         |

### Wyścig 1

#### Wyścig
Źródło: Wyprzedź Mnie!
| P                                                     | + / –     | Nr | Kierowca          | Konstruktor                 | Okr. | Czas / Strata | Komentarz |
| ----------------------------------------------------- | --------- | -- | ----------------- | --------------------------- | ---- | ------------- | --------- |
| 1                                                     | Bez zmian | 3  | Tom Chilton       | ROAL Motorsport             | 28   | 35:44,890     |           |
| 2                                                     | 1         | 1  | Yvan Muller       | Citroën Total WTCC          | 28   | +0:02,493     |           |
| 3                                                     | 1         | 37 | José María López  | Citroën Total WTCC          | 28   | +0:05,132     |           |
| 4                                                     | 1         | 10 | Gianni Morbidelli | Münnich Motorsport          | 28   | +0:10,473     |           |
| 5                                                     | 2         | 9  | Sébastien Loeb    | Citroën Total WTCC          | 28   | +0:14,455     |           |
| 6                                                     | Bez zmian | 5  | Norbert Michelisz | Zengő Motorsport            | 28   | +0:17,238     |           |
| 7                                                     | 1         | 11 | James Thompson    | Lada Sport Lukoil           | 28   | +0:18,338     |           |
| 8                                                     | 2         | 12 | Robert Huff       | Lada Sport Lukoil           | 28   | +0:19,104     |           |
| 9                                                     | 4         | 25 | Mehdi Bennani     | Proteam Racing              | 28   | +0:37,966     |           |
| 10                                                    | 8         | 6  | Franz Engstler    | Liqui Moly Team Engstler    | 28   | +0:54,871     |           |
| 11                                                    | 4         | 14 | Michaił Kozłowski | Lada Sport Lukoil           | 27   | +1 okr        |           |
| 12                                                    | Bez zmian | 7  | Hugo Valente      | Campos Racing               | 27   | +1 okr        |           |
| 13                                                    | 6         | 27 | John Filippi      | Campos Racing               | 26   | +2 okr        |           |
| 14                                                    | 6         | 26 | Filipe de Souza   | Liqui Moly Team Engstler    | 25   | +3 okr        |           |
| 15                                                    | 1         | 33 | Ma Qinghua        | Citroën Total WTCC          | 24   | +4 okr        |           |
| 16                                                    | 14        | 2  | Gabriele Tarquini | Castrol Honda WTCC          | 24   | +4 okr        |           |
| 17                                                    | 8         | 4  | Tom Coronel       | ROAL Motorsport             | 22   | +6 okr        |           |
| Niesklasyfikowani                                     |           |    |                   |                             |      |               |           |
|                                                       |           | 18 | Tiago Monteiro    | Castrol Honda WTCC          | 13   |               |           |
|                                                       |           | 98 | Dušan Borković    | NIS Petrol by Campos Racing | 1    |               |           |
|                                                       |           | 77 | René Münnich      | Münnich Motorsport          | 1    |               |           |
| Nie wystartowali / niedopuszczeni do ponownego startu |           |    |                   |                             |      |               |           |
|                                                       |           | 80 | Michael Soong     | Campos Racing               |      |               |           |
| P                                                     | + / –     | Nr | Kierowca          | Konstruktor                 | Okr. | Czas / Strata | Komentarz |

#### Najszybsze okrążenie
| Nr | Kierowca    | Konstruktor     | Czas     | Okr. |
| -- | ----------- | --------------- | -------- | ---- |
| 3  | Tom Chilton | ROAL Motorsport | 1:05,382 | 15   |

#### Prowadzenie w wyścigu
| Nr                              | Kierowca    | Okrążenia | Suma |
| ------------------------------- | ----------- | --------- | ---- |
| 3                               | Tom Chilton | 1-28      | 28   |
| \| Wykres \| \| ------ \| \| \| |             |           |      |
| Wykres                          |             |           |      |
|                                 |             |           |      |

### Wyścig 2

#### Wyścig
Źródło: Wyprzedź Mnie!
| P                                                     | + / –     | Nr | Kierowca          | Konstruktor                 | Okr. | Czas / Strata | Komentarz |
| ----------------------------------------------------- | --------- | -- | ----------------- | --------------------------- | ---- | ------------- | --------- |
| 1                                                     | Bez zmian | 12 | Robert Huff       | Lada Sport Lukoil           | 26   | 28:52,502     |           |
| 2                                                     | Bez zmian | 4  | Tom Coronel       | ROAL Motorsport             | 26   | +0:00,766     |           |
| 3                                                     | 1         | 9  | Sébastien Loeb    | Citroën Total WTCC          | 26   | +0:03,072     |           |
| 4                                                     | 3         | 37 | José María López  | Citroën Total WTCC          | 26   | +0:03,102     |           |
| 5                                                     | Bez zmian | 5  | Norbert Michelisz | Zengő Motorsport            | 26   | +0:08,673     |           |
| 6                                                     | 3         | 11 | James Thompson    | Lada Sport Lukoil           | 26   | +0:09,938     |           |
| 7                                                     | 1         | 10 | Gianni Morbidelli | Münnich Motorsport          | 26   | +0:11,111     |           |
| 8                                                     | 2         | 3  | Tom Chilton       | ROAL Motorsport             | 26   | +0:11,553     |           |
| 9                                                     | 1         | 1  | Yvan Muller       | Citroën Total WTCC          | 26   | +0:12,463     |           |
| 10                                                    | 1         | 2  | Gabriele Tarquini | Castrol Honda WTCC          | 26   | +0:12,805     |           |
| 11                                                    | Bez zmian | 7  | Hugo Valente      | Campos Racing               | 26   | +0:19,571     |           |
| 12                                                    | 1         | 33 | Ma Qinghua        | Citroën Total WTCC          | 26   | +0:21,714     |           |
| 13                                                    | 6         | 18 | Tiago Monteiro    | Castrol Honda WTCC          | 26   | +0:24,261     |           |
| 14                                                    | 2         | 6  | Franz Engstler    | Liqui Moly Team Engstler    | 25   | +1 okr        |           |
| 15                                                    | 2         | 27 | John Filippi      | Campos Racing               | 25   | +1 okr        |           |
| Niesklasyfikowani                                     |           |    |                   |                             |      |               |           |
|                                                       |           | 25 | Mehdi Bennani     | Proteam Racing              | 6    |               | [ 5 ]     |
|                                                       |           | 26 | Filipe de Souza   | Liqui Moly Team Engstler    | 2    |               |           |
|                                                       |           | 77 | René Münnich      | Münnich Motorsport          | 0    |               |           |
| Nie wystartowali / niedopuszczeni do ponownego startu |           |    |                   |                             |      |               |           |
|                                                       |           | 14 | Michaił Kozłowski | Lada Sport Lukoil           |      |               |           |
|                                                       |           | 98 | Dušan Borković    | NIS Petrol by Campos Racing |      |               |           |
|                                                       |           | 80 | Michael Soong     | Campos Racing               |      |               |           |
| P                                                     | + / –     | Nr | Kierowca          | Konstruktor                 | Okr. | Czas / Strata | Komentarz |

#### Najszybsze okrążenie
| Nr | Kierowca         | Konstruktor        | Czas     | Okr. |
| -- | ---------------- | ------------------ | -------- | ---- |
| 37 | José María López | Citroën Total WTCC | 1:05,934 | 25   |

#### Prowadzenie w wyścigu
| Nr                              | Kierowca    | Okrążenia | Suma |
| ------------------------------- | ----------- | --------- | ---- |
| 12                              | Robert Huff | 1-26      | 26   |
| \| Wykres \| \| ------ \| \| \| |             |           |      |
| Wykres                          |             |           |      |
|                                 |             |           |      |